# 아마쿠사 항공
아마쿠사 항공(일본어: 天草エアライン, 영어: Amakusa Airlines)은 일본의 구마모토를 거점으로 하는 지역 항공사로 아마쿠사 비행장을 허브 공항으로 사용하고 있다.

## 역사
1998년 10월 12일 설립된 이후 1년 5개월 뒤인 2000년 3월 23일 아마쿠사 ~ 구마모토, 아마쿠사 ~ 후쿠오카 노선 취항을 통해 운행을 본격적으로 개시했다.
이후 2004년에 구마모토 ~ 마쓰야마 노선을 개설했으나 날이 갈수록 이용객 수가 점차 감소하면서 2008년 8월을 마지막으로 운항을 중단한 뒤 같은 해 9월 4일부터 구마모토 ~ 고베 노선에 새롭게 취항하였다.

## 운항 노선
|  | 허브        |
|  | 취항 예정지 |
|  | 전세편 노선 |
|  | 단항 노선   |

| 아마쿠사 \|\| align=center\|AXJ \|\| align=center\|RJDA \|\| 아마쿠사 | 허브        |
| 후쿠오카 \|\| align=center\|FUK \|\| align=center\|RJFF \|\| 후쿠오카 |             |
| 고베 \|\| align=center\|UKB \|\| align=center\|RJBE \|\| 고베         |             |
| 구마모토 \|\| align=center\|KMJ \|\| align=center\|RJFT \|\| 구마모토 | 포커스 시티 |
| 마쓰야마 \|\| align=center\|MYJ \|\| align=center\|RJOM \|\| 마쓰야마 |             |
| 오사카 \|\| align=center\|ITM \|\| align=center\|RJOO \|\| 이타미     |             |

## 보유 기종
- 이 외에도, 구마모토현의 소방용 헬리콥터(유로콥터 AS365N3)의 정비 및 운용을 아마쿠사 항공에서 담당하고 있다.